# 後拾遺和歌集
《後拾遺和歌集》，是繼《古今》、《後撰》、《拾遺》後第四本敕撰和歌集。它與《古今》、《後撰》、《拾遺》與其後之《金葉》、《詞花》、《千載》、《新古今》等書被合稱為「八代集」。分為春（上・下）、夏、秋（上・下）、冬、賀、別、羇旅、哀傷、戀（共四卷）、雜（共六卷），共計二十卷。總共收錄了約1218首和歌。巻二十（雜歌六）所収「神祇」、「釋教」等分類為勅撰集所首見。選歌範圍乃『古今集』『後撰集』以後、村上朝至白河朝間約130年內之作品。
勅命者為白河天皇，撰者為藤原通俊。承保二年（1075年）奉勅、應德3年（1086年）9月16日完成、同年10月奏覧。

## 外部連結
- Japanese Text 後拾遺和歌集 （页面存档备份，存于）
- 後拾遺和歌集 （页面存档备份，存于）